# Amanattō
L'amanattō (甘納豆?) è un tipo di wagashi (un dolce tradizionale giapponese) a base di azuki o altri tipi di fagioli ricoperti con una glassa di zucchero. 

## Storia
L'amanattō fu sviluppato da Hosoda Yasubei nell'era Bunkyū (1861-1863) del periodo Edo, quando aprì a Tokyo un negozio di wagashi (ancora esistente), che battezzò con il suo nome d'infanzia, Eitaro.
Originariamente l'amanattō si chiamava amananattō (甘名纳糖?); il nome è stato abbreviato dopo la seconda guerra mondiale. La somiglianza con il nome del piatto di fagioli di soia fermentati nattō è solo una coincidenza.
A Hokkaidō l'amanattō viene utilizzato per preparare il sekihan in quanto, a differenza di quanto avviene in altre regioni, il piatto è leggermente dolce.